# やっさだるマン
やっさだるマンとは、広島県三原市の公式マスコットキャラクターである。

## 概要
2014年11月17日から12月25日に応募された1017点の応募作から優秀作８点を選び、その中から市民投票などで採用された三原市の公式マスコット。
2015年4月29日、三原市芸術文化センター（ポポロ）で開かれた「三原市合併10周年記念式典」で初披露された。
三原といえばやっさ祭りと三原神明市（ダルマ市）ということから、やっさ踊りを踊る日本一の大だるまをイメージして生まれた。
2018年4月21日、やっさだるマンがタイトルの三原市のご当地映画『やっさだるマン』が公開された。

## プロフィール
- 名前：やっさだるマン
- 年齢：推定450歳
- 住まい：東町のとある倉庫
- 好きな食べ物：三原のスイーツ
- 好きな飲み物：三原のお酒。大吟醸が大好き
- 性格：とても優しい。特に、子どもと年配の人に
- チャームポイント：ワイルドな眉毛とつぶらな瞳
- 好きなタイプ：三原なまりの女性
- 趣味：人前に現れ、ハッピーをもたらすこと。やっさ踊りを踊ること
- 座右の銘：七転び八起き